# Procópio Ferreira
João Álvaro de Jesus Quental Ferreira , más conocido como Procópio Ferreira (Río de Janeiro, 8 de julio de 1898 - ibídem, 18 de junio de 1979), fue un actor, director de teatro y dramaturgo brasileño y es considerado uno de los grandes nombres del teatro brasileño. Interpretó más de 500 personajes en 427 obras.

## Biografía
Era hijo de Francisco Firmino Ferreira y de Maria de Jesus Quental Ferreira, ambos portugueses naturales de Madeira (Portugal). 
Ingresó en la escuela dramática de Río de Janeiro el 22 de marzo de 1917. Durante toda su vida representó más de 450 obras, de todos los géneros, desde el teatro de revista hasta la tragedia griega. En toda la historia del Teatro Nacional fue el actor que mayor número obras nacionales ha interpretado.
Procópio Ferreira actuaba en el circo-teatro, género que aunque no fue creado en Brasil tuvo un gran desarrollo. Se trataba de un circo que, además de espectáculos de acrobacia, malabarismo y de payasos, representaba adaptaciones de obras de teatro. Del circo-teatro pasó a las comedias. Según sus propias palabras, el éxito le llegó cuando dejó de pensar con su propia cabeza y empezó a pensar con la cabeza del público.
Su primera obra fue Amigo, mulher e marido, con el papel de un criado en 1917, en el teatro Carlos Gomes. Su mayor éxito en el teatro fue el espectáculo Deus lhe pague, de Joracy Camargo, con el que viajó por todo el país e incluso viajó al extranjero.
En el cine, empezó con la producción portuguesa O trevo de quatro folhas (1936). En Brasil, actuó en Quem matou Anabela? (1956) y en el éxito de crítica y público O comprador de fazendas (1951), basado en el cuento de Monteiro Lobato.
Fue padre de seis hijos. Su primer matrimonio fue con la artista argentina Aida Izquierdo, del que nació una de las más importantes actrices y directoras brasileñas Bibi Ferreira. También se casó con la actrices Norma Geraldy y Hamilta Rodrigues. De su relación con la actriz Lígia Monteiro nació la directora y periodista Lígia Ferreira. De su romance con la música Celecina Nunez nació la cantante Mara Sílvia. Falleció a los 80 años, a las 17:00 del 18 de junio de 1970, en el hospital Quarto Centenário, Río de Janeiro, donde llevaba internado 21 días de una parada cardiorrespiratoria causada por una neumonía. Su cuerpo fue velado en el Teatro Municipal de Río de Janeiro y fue sepultado en el cementerio do Caju de esa misma ciudad. El por aquel entonces alcalde Israel Klabin declaró un día de luto.